# Via Popília

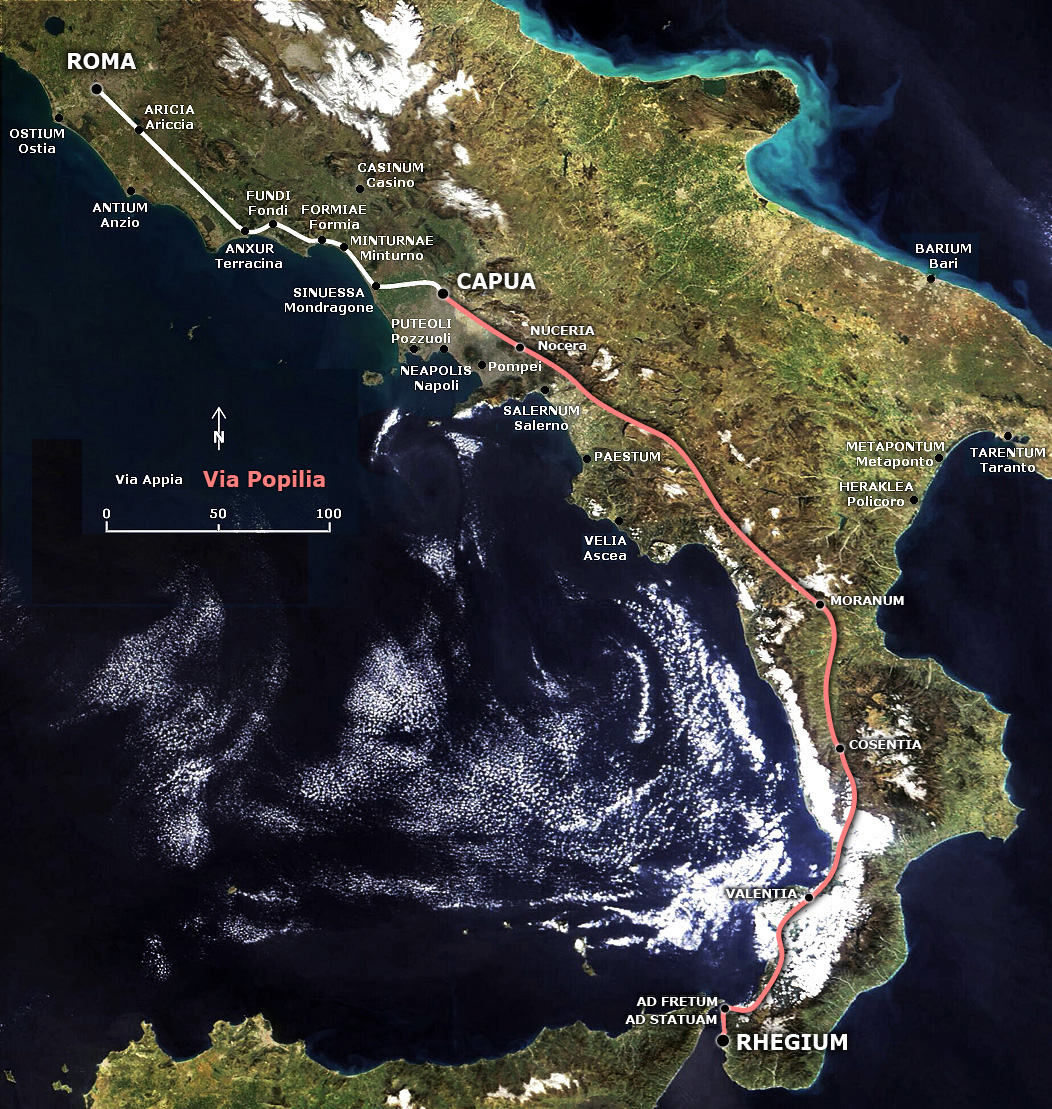
O trajeto da Via Popília.

A Via Cápua-Régio (em latim: Via ab Regio ad Capuam), conhecida também como Via Popília (em latim: Via Popilia) ou Via Ânia (em latim: Via Annia), é uma importante estrada romana construída em 132 a.C.. Naquele ano, a magistratura romana decretou a construção de uma estrada que ligasse definitivamente a cidade de Roma com as "cidades federadas de Régio" (em latim: Civitas foederata Regium), como era conhecido o extremo sul da península Itálica, o antigo Brúcio, moderna Calábria.

## Trajeto
A estrada partia da Via Ápia em Cápua e passava por Nola, Nucéria Alfaterna e Salerno, no mar Tirreno. Dali, a estrada seguia na direção da planície do Sele, atravessando a cidade de Eburo (moderna Eboli). Depois de passar pela confluência entre os rios Sele e Tanagro, a estrada virava para o sul, seguindo o curso deste último até alcançar o vallo di Diano, um planalto onde, na época, estavam as cidades romanas de Atina (Atena Lucana), Tegiano, Consilino (Padula), Sôncia (Sanza) e os pagos de Marceliano e Fórum Ânio (depois Fórum Popílio). Muitos destes assentamentos foram completamente devastados por Alarico I em 410 e somente alguns foram reconstruídos na Idade Média, como foi o caso de "Fórum Popílio", reconstruída numa posição mais defensável com o nome moderno de Polla.

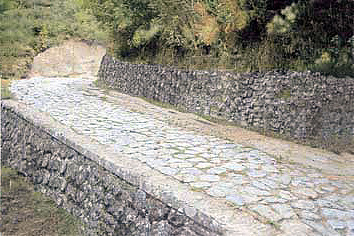
Trecho preservado da Via Popília na Calábria.

Deixando o vallo di Diano, a estrada seguia para o sul passando pela antiga cidade, hoje arruinada, de Nérulo e também por Murano (Morano Calabro). No percurso em direção a Régio, a estrada o território de Interâmnio (San Lorenzo del Vallo) e as cidades de Caprásia, que acredita-se que ficava em algum lugar da comuna de Castrovillari, Consência (Cosenza) e Mamerto (Martirano), lembrada pelos antigos cronistas romanos pela resistência de seus habitantes, aliados de Roma, contra Pirro durante a Guerra Pírrica e por ter emprestado seu nome aos soldados mamertinos, famosos mercenários sobretudo pelo papel que tiveram no início da Primeira Guerra Púnica. De Mamerto, a estrada continuava para o sul e alcançava a importante confluência fluvial de "Ad Sabatum Flumen", um ponto de passagem obrigatório e de importância estratégia para a anexação da região e para alcançar a antiga Vibona (Vibo Valentia). Prosseguindo ao longo da antiga estrada chegava-se em "Hipônio", uma cidade rebatizada, depois da Guerra Pírrica, como "Valentia", e unida com Vibona para formar a moderna Vibo-Valentia. Antes de chegar em Régio, o final da estrada, a via Cápua-Régio passava por Nicotera e pelo importante porto de Escileu (Scilla).

## Questão do nome
Embora a denominação "Via Popília" tenha certamente sido utilizada, a questão de qual o nome correto desta estrada romana é ainda hoje debatida. De fato, uma corrente (atualmente majoritária) defende a veracidade do nome "Via Popília", indicando o cônsul Públio Popílio Lenas como tendo sido o responsável pela construção da estrada. Ajuda esta tese a leitura que se faz do chamado Lapis Pollae (vide abaixo).
Outros estudiosos, entre os quais Vittorio Bracco, acreditam ser mais correto chamá-la de "Via Ânia", pois teria sido, na verdade, construída pelo cônsul de 153 a.C., Tito Ânio Lusco. Esta hipótese é sugerida por uma inscrição militar recuperada em Vibona, que cita um certo "Tito Ânio, pretor, filho de Tito" e a distância entre Vibona e Cápua (225 milhas).
Numa tentativa de resolver a contradição, uma outra hipótese tem sido defendida, que propõe uma forma de conciliar as duas inscrições. A estrada teria sido iniciada por Popílio e completada, no ano seguinte, por Ânio. Este, porém, não seria Tito Ânio Lusco e sim Tito Ânio Rufo, um dos pretores de 131 a.C..

## Lapis Pollae
Trata-se de uma inscrição recuperada em Polla (na província de Salerno) na qual estão indicados os principais centros populacionais atravessados pela "Via ab Regio ad Capuam":
| Il cippo di Polla (Lapis pollæ) | Trascrizione del testo originale |
| --- | --- |
| "Lapis Pollae" da Via Popília | VIAM·FECEI·AB·REGIO·AD·CAPVAM·ET IN·EA·VIA·PONTEIS·OMNEIS·MILIARIOS TABELARIOSQVE·POSEIVEI·HINCE·SVNT NOVCERIAM·MEILIA·LI·CAPVAM·XXCIIII MVRANVM·LXXIIII·COSENTIAM·CXXIII VALENTIAM·CLXXX AD·FRETVM·AD STATVAM·CCXXXI ·REGIVM·CCXXXVII SVMA·AF·CAPVA·REGIVM·MEILIA·CCCXXI ET·EIDEM·PRAETOR·IN SICILIA·FVGITEIVOS·ITALICORVM CONQVAEISIVEI·REDIDEIQVE HOMINES·DCCCCXVII·EIDEMQVE PRIMVS·FECEI·VT·DE·AGRO·POPLICO ARATORIBVS·CEDERENT·PAASTORES FORVM·AEDISQVE·POPLICAS·HEIC·FECEI |
| Tradução | |
| Foi construída a estrada de Régio a Cápua e nela foram postos todos ponti, os miliários e os tabelários. Dali até Nocera, 51 milhas, até Cápua, 84, até Murano, 74, a Cosência, 123, a Vibona Valentia, 180, ao estreito perto da Estátua, 231, até Régio, 237. de Cápua até Régio um total de 321 milhas. E eu próprio, pretor na Sicília, capturei e devolvi os escravos fugitivos dos italianos, num total de 917 homens, e também fiz questão que, pela primeira vez, as terras públicas dos pastores fossem substituídas por fazendas. Neste lugar, construí um fórum e um templo públicos. | |

Considerando que uma milha romana corresponde a oito estádios (cerca de 1 480 metros), a distância entre Régio e Cápua equivalia a 475 quilômetros. Confrontando esta medida com a atual distância, nota-se a clara proximidade entre as medidas antigas e as modernas.